# Руис Родригес, Рамиро
Рамиро Руис Родригес (исп. Ramiro Ruiz Rodríguez; род. 21 марта 2000, Сан-Мигель-де-Тукуман) — аргентинский футболист, вингер клуба «Тальерес».

## Клубная карьера
Родригес — воспитанник клуба «Атлетико Тукуман». 23 февраля 2020 года в матче против «Лануса» он дебютировал в аргентинской Примере. 1 ноября в поединке против «Расинга» Рамиро забил свой первый гол за «Атлетико Тукуман». В начале 2024 года Родригес перешёл в «Тальерес» на правах аренды. 26 января в матче против «Химансия Ла-Плата» он дебютировал за новую команду. 